# سیبیل گابریل ریکتی دو میرابو
سیبیل گابریل ریکتی دو میرابو (به فرانسوی: Sibylle Gabrielle Riquetti de Mirabeau) رمان‌نویس قرن نوزدهم میلادی اهل فرانسه است.